# شاورما
شاورما تلفظ عربی واژه ترکی چَویرمَا [tʃeviɾˈme] (در ترکی استانبولی: çevirme) به معنای گرداندن است که نخستین بار در سدهٔ ۱۹ میلادی در امپراتوری عثمانی کبابی به این نام ابداع شد. بعدها با آمدن موتور برقی و استفاده از آن در کباب پز، واژه دونَر (UK: /ˈdɒnər/, US: /ˈdoʊnər/; Turkish: döner) که به معنی چرخیدن (در حال چرخیدن یا چرخان) است، جایگزین آن شد. در آن از گوشت بره، گوسفند، بز، مرغ، بوقلمون، گاو، گوساله یا ترکیبی از آن‌ها استفاده می‌شود که معمولاً تمام روز به شیوهٔ سیخ‌گردانی بریان می‌شود و در آن تکه‌های گوشتی که به خوبی مزه دار شده و با پیه و ادویه‌های محلی کوبیده شده‌اند، روی سیخ می‌ریزند و به صورت عمودی روی آتش چوب آویزان می‌کنند. قسمت‌های پخته شده گوشت به صورت تراشه‌هایی بریده می‌شوند و گوشت‌های زیرین را در معرض حرارت قرار می‌دهند. با وجود آن که می‌توان گوشت را به تنهایی و به صورت پرسی میل کرد، ساندویچ‌های شاورمایی که داخل نان مخصوص پیتا پیچیده شده‌اند، طرفداران زیادی دارد. شاورمای اصیل معمولاً به همراه تبوله، فتوش، نان طابون، تاهینی، حمص، شلغم، گوجه فرنگی و خیار دمای سرو می‌شود. این غذا امروزه به عنوان یک نوع فست فود در سراسر دنیا شناخته شده است. دونر از غذای محبوب ترکیه است که امروزه در خیلی از کشورهای عربی و ایران طرفداران زیادی دارد.

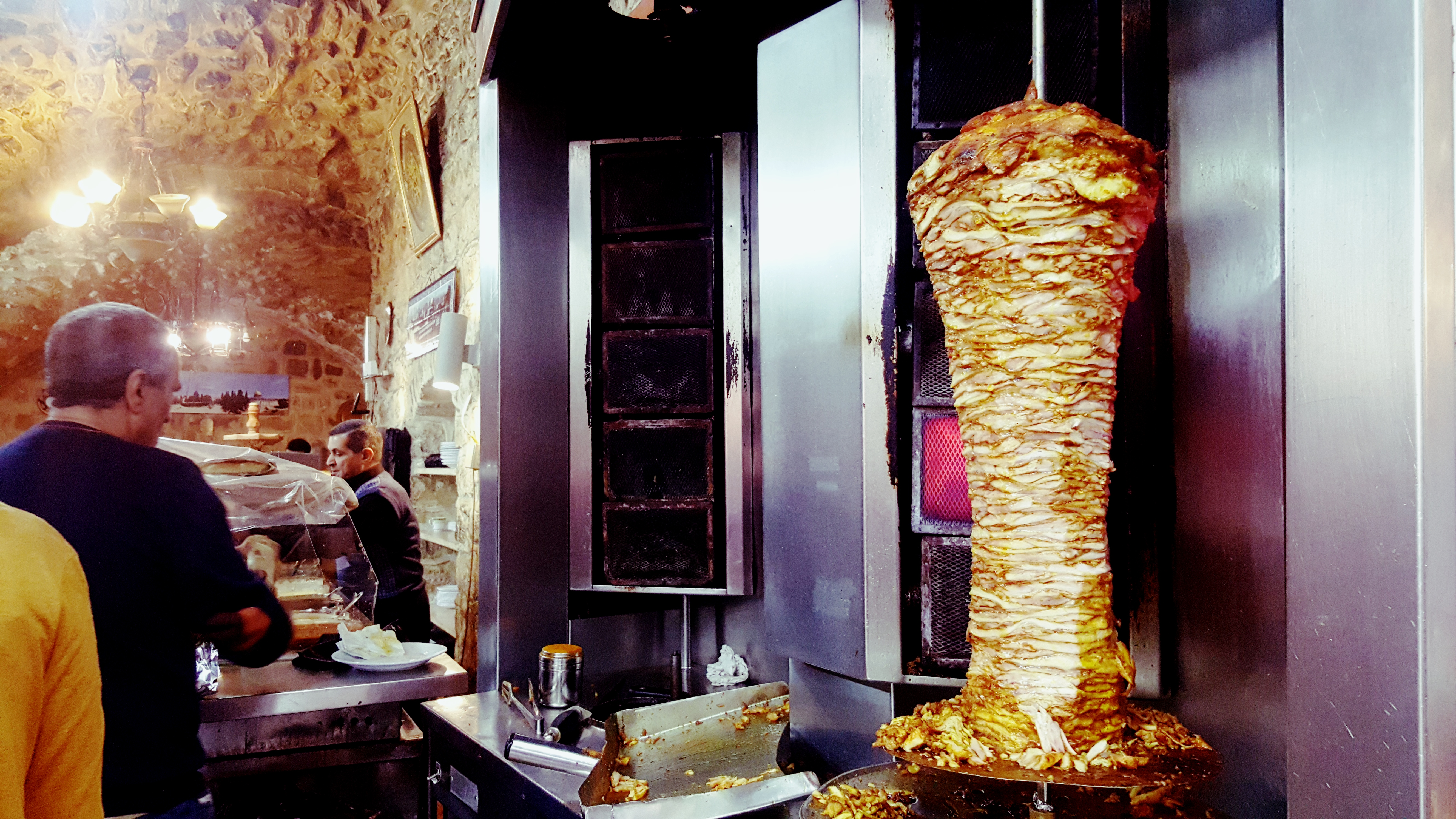

## تاریخچه
کباب کردن عمودی یک سیخ مملو از تکه‌های گوشت انباشته شده و بریدن به صورت تراشهٔ نازک از رویهٔ آن به محض پخته شدن، برای اولین بار در قرن ۱۹ میلادی در امپراتوری عثمانی ابداع شد؛ در آن‌جا به دونر کباب معروف است. شاورما همانند gyros یونانی از آن نشأت گرفته شده است.شاورما توسط رستوران الصدیق سال ۱۸۹۳ میلادی در پایتخت سوریه (دمشق) باز شد که در اواخر قرن ۱۹ و اوایل قرن ۲۰ به آمریکای مرکزی مهاجرت کردند، وارد مکزیک شد، که در آن‌جا به Al pastor معروف است.

## ریشه یابی
«شاورما» تلفظ عربی واژهٔ ترکی عثمانیِ «چیویرمی/چَویرمَا» (در ترکی استانبولی: çevirme) به معنای «پیچاندن» است و به پیچشِ کباب در فرایند پخت اشاره دارد. نام‌های ترکی دونَر و یونانی جایرو هم هر دو به معنی چرخیدن اند.

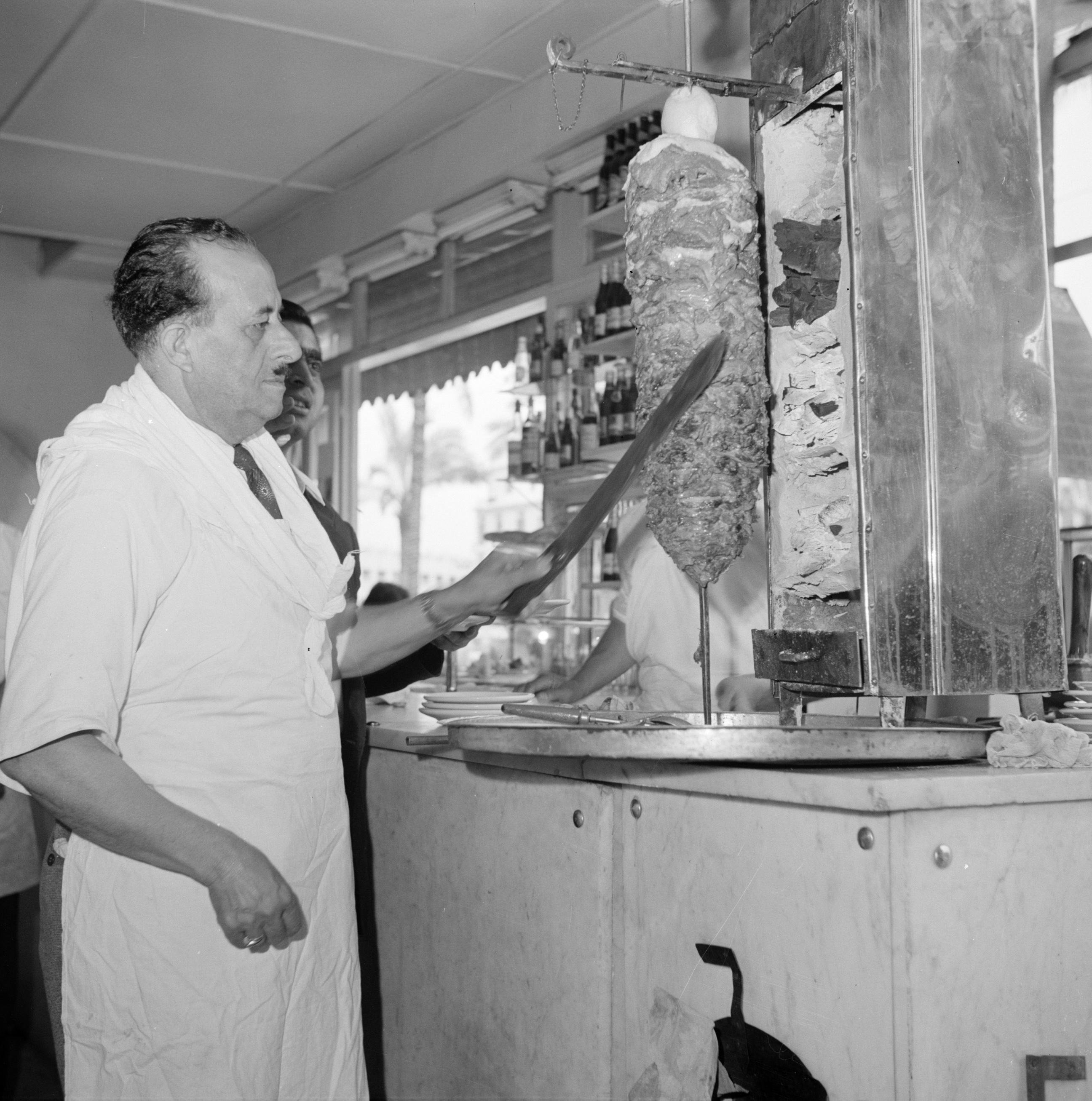
شاورما در لبنان ۱۹۵۰

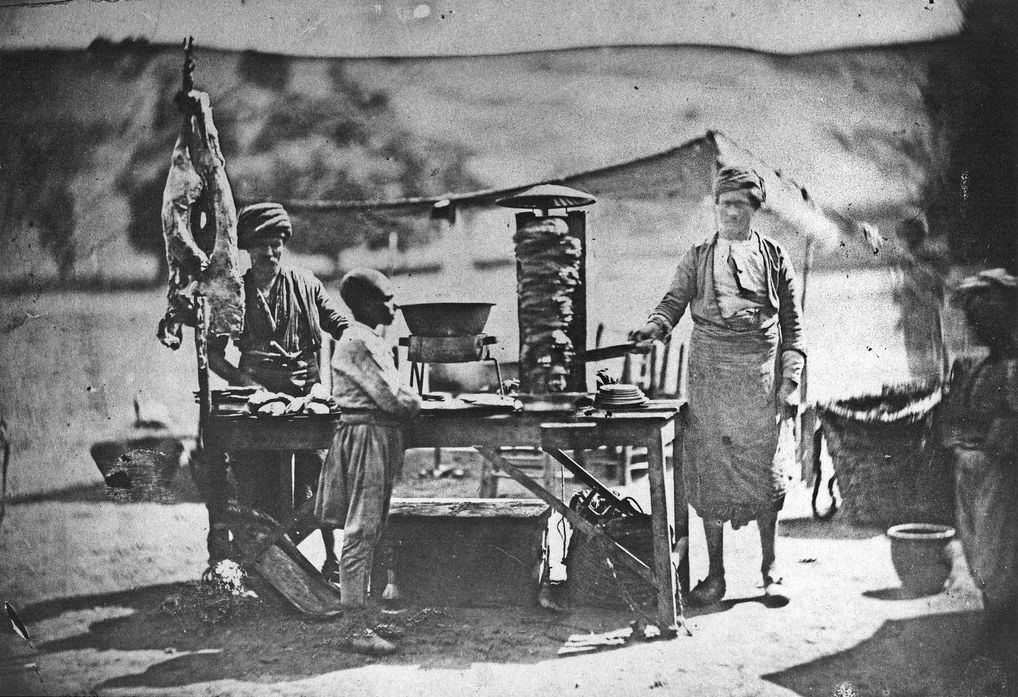
اولین عکس شناخته شده از کبابی aka döner در یک سیخ گردان عمودی توسط جیمز رابرتسون، ۱۸۵۵، امپراتوری عثمانی،